# Никон (Цветичанин)
Епи́скоп Ни́кон (в миру Бранко Цветичанин, серб. Бранко Цветићанин; 27 сентября 1958, Кач) — епископ Сербской православной церкви, титулярный епископ Енопольский, викарий патриарха Сербского.

## Биография
Родился 27 сентября 1958 года в Каче в семье Неделько и Марицы. Он окончил начальную школу в своём родном городе, гимназию Светозара Марковича в Нови-Саде, а затем поступил на факультет естественных наук Университета Нови-Сада. Во время великого духовного и экзистенциального кризиса 21 ноября 1991 года приходит в Лавру Святых Архангелов в Ковиле, где становится послушником духовника и настоятеля иеромонаха Порфирия (Перича). В это время иеромонах Порфирий по благословению епископа Бачского и Новосадского Иринея (Буловича) возглавил восстановление этого заброшенного монастыря. Молодой ковильский послушник, вместе с тогда ещё небольшим монастырским братством, пребывает в благодатной атмосфере и аскетическом духе святогорских монастырей. Долгие богослужения с древними византийскими песнопениями сменяются тяжёлой работой по восстановлению монастырских жилищ и хозяйственных построек, чему он способствует всей своей духовной и физической силой и дарами.
На Сретение 1995 году епископом Иринеем был пострижен в монашество по чину малой схимы с наречением имени именем Никон в честь преподобного Никона Радонежского.
Монах Никон берет на себя обязанности эконома, развивает и управляет хозяйственной деятельностью, что вносит существенный вклад в развитие монастыря. Особый вклад вносит личное участие в возвращении национализированной, то есть незаконно конфискованной, монастырской собственности. Монастырь стабильно заботится о сообществе для оздоровительной, психологической и социальной реабилитации молодых людей от зависимостей Страна Живых, которая была основана и действует под эгидой Ковильской лавры.
В то же время отец Никон был одним из руководителей восстановления религиозного образования в Республике Сербия. Он преподавал религиоведение с 1994 по 2002 год в начальной школе «Лаза Костич» в Ковиле в течение восьми лет, прежде чем религиозное обучение было возвращено в систему образования Республики Сербия. Он устанавливает исключительные отношения как с детьми, так и с религиозными учителями и другим преподавательским составом.
13 июня 2004 года он был рукоположен в сан иеродиакона его духовным отцом викарием епископом Егарским Порфирием (Перичем). 15 апреля 2007 года им же был рукоположен в сан иеромонаха.
В 2014 году, когда епископ Егарский Порфирий становится митрополитом Загребско-Люблянским, иеромонах Никон отправляется в Загреб, где, будучи насельником Монастыря Святой Петки, восстанавливает монашескую жизнь и самоотверженно работает над объединением Сербской православной общины в Загребе. Как насельник монастыря Святой Петки, он также руководил духовной заботой о профессорах и учениках Сербской православной общеобразовательной школы «Катарина Кантакузина Бранкович» в Загребе.
Окончил богословский факультет Белградского университета в апреле 2024 года.
По предложению епископа Бачского Иринея (Буловича) Священный архиерейский собор Сербской православной Церкви на своей очередной сессии, проходившей с 14 по 18 мая 2024 года был избран епископом Енопольским, викарием Патриарха Сербского.
26 июля 2024 года в монастыре Святых Архангелов в Ковиле на его престольный праздник был взведён в сан архимандрита Патриархом Сербским Порфирием.
31 августа 2024 года в соборном храме Святого архангела Михаила в Белграде состоялось наречение архимандрита Никона во епископа Енопольским, викарием Патриарха Сербского.
1 сентября 2024 года в храме Святого Саввы в Белграде состоялась хиротония архимандрита Никона во епископа Енопольского, викария Патриарха Сербского. Патриарх Сербский Порфирий, митрополит Бачский Ириней (Булович), митрополит Скандинавский Досифей (Мотика), митрополит Враньский Пахомий (Гачич), митрополит Шумадийский Иоанн (Младенович), митрополит Браничевский Игнатий (Мидич), митрополит Милешевский Афанасий (Ракита), митрополит Зворницко-Тузланский Фотий (Сладоевич), митрополит Черногорско-Приморский Иоанникий (Мичович), митрополит Рашко-Призренский Феодосий (Шибалич), митрополит Нишский Арсений (Главчич), митрополит Далматинский Никодим (Косович), епископ Горнокарловацкий Герасим (Попович), епископ Осикопольский и Бараньский Херувим (Джерманович), епископ Валевский Исихий (Рогич), епископ Шабацкий Иерофей (Петрович), епископ Парижский и Западноевропейский Иустин (Еремич), епископ Будимлянско-Никшичский Мефодий (Остоич), епископ Егарский и избранный Лондонский и великобританско-ирландский Нектарий (Самарджич), епископ Мохачский Дамаскин (Грабеж), епископ Марчанский Савва (Бундало), епископ Липлянский Досифей (Радивоевич), епископ Топличский Петр (Богданович) и епископ на покое Георгий (Джокич).